# Ionische aardbeving 1953

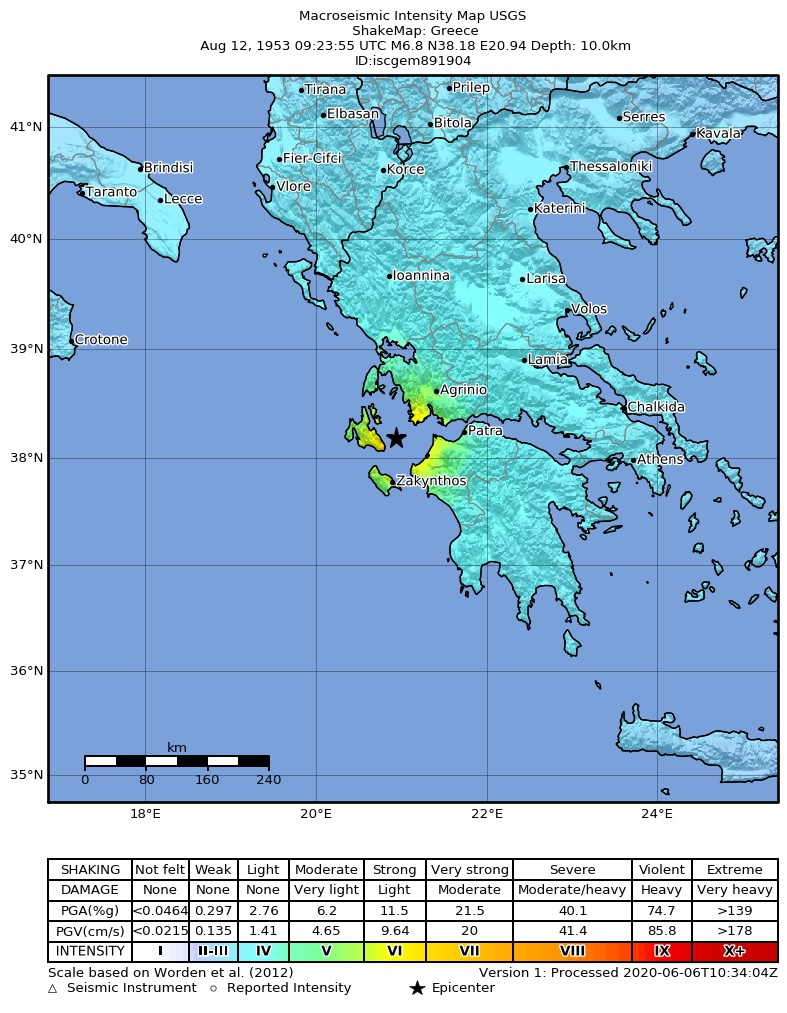
Het epicentrum van de aardbeving

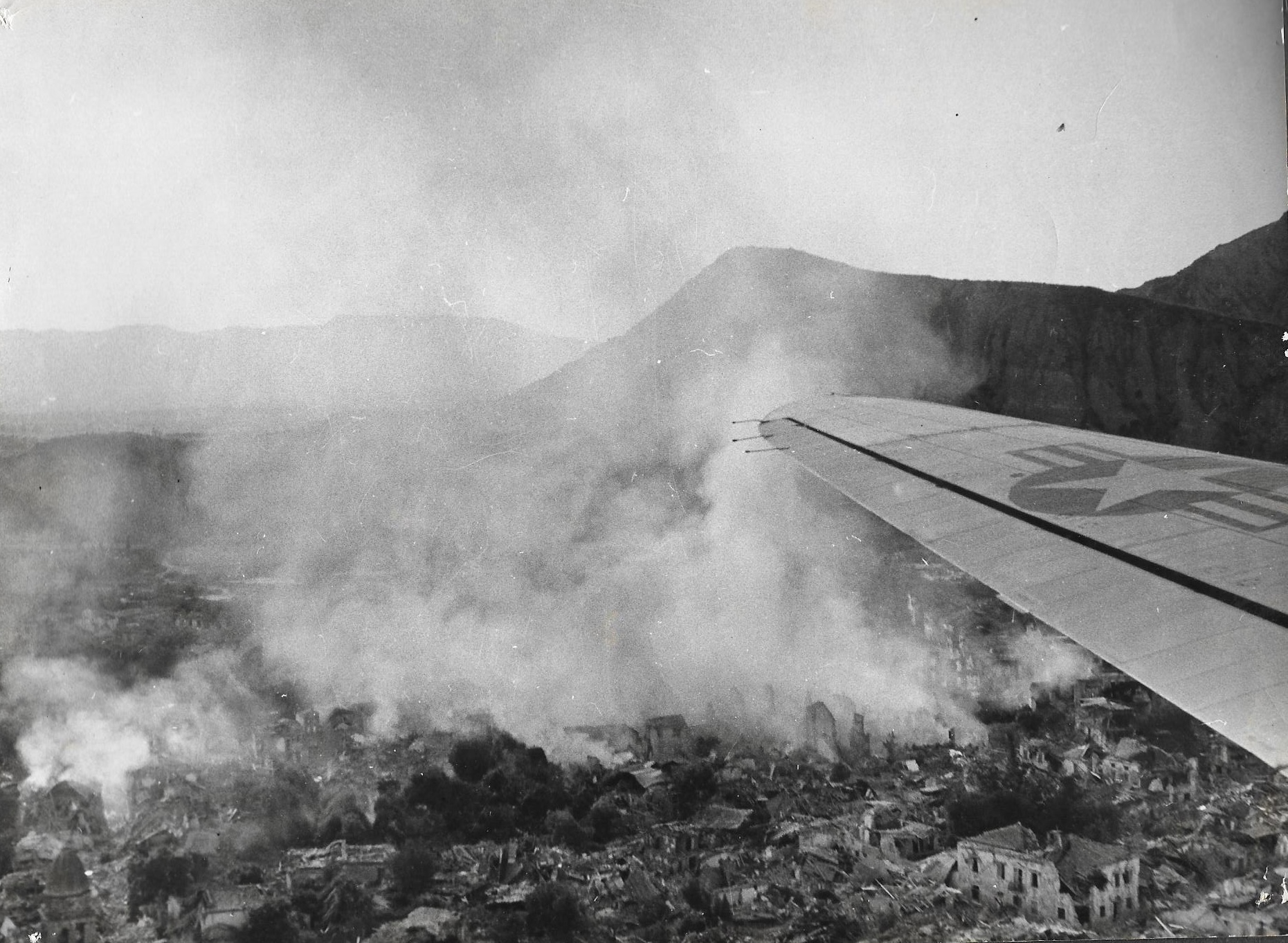
Luchtfoto van Kefalonia na de aardbeving

De aardbeving van 12 augustus 1953 trof de zuidelijke Ionische eilanden in Griekenland. Hele dorpen op de eilanden Kefalonia, Zakynthos, Ithaka en Lefkada werden verwoest. Er vielen 455 doden.

## Aardbeving
De Ionische eilanden bevinden zich op een breuklijn tussen de Europese en de Egeïsche plaat en hier doen zich regelmatig aardbevingen voor. Er deden zich meer dan 130 aardbevingen van meer dan 3 op de schaal van Richter voor. In augustus deden zich drie zware aardbevingen voor: 6,4 op 9 augustus, 6,8 op 11 augustus en de zwaarste, op 12 augustus, met een kracht van 7,2 op de schaal van Richter. Deze aardbeving vond plaats rond het middaguur. Omdat in veel huishoudens op dat moment gekookt werd, deden zich ook verschillende branden voor. 

## Kefalonia
De schade was het grootst op het zuidelijk deel van het eiland. Hier kwam de grond 60 cm omhoog. Er vonden honderden mensen de dood. De plaatsen Argostoli, Sami, Assos en Kourkoumelata werden nagenoeg volledig verwoest. De dorpen Fiskardo en Agia Ierosalim bleven grotendeels gespaard. Er kwam hulp uit het buitenland, uit het Verenigd Koninkrijk, de Verenigde Staten, Noorwegen en Zweden. De eerste buitenlandse hulp kwam van het Britse marineschip, de HMS Daring. De vernielde dorpen werden heropgebouwd, soms met geld van mecenassen. Maar meestal kwamen betonnen constructies in de plaats van de eeuwenoude Venetiaanse architectuur. De verwoesting zorgde ervoor dat veel inwoners het eiland verlieten.

## Ithaka
Op Ithaka werd op 12 augustus 70% van de huizen vernield en vielen er vele doden. Een uitzondering was de villa Drakoulis die grotendeels gespaard bleef. Ook hier verliet een belangrijk deel van de inwoners het verwoeste eiland.